# Dipartimento di Iruya
Iruya è un dipartimento argentino, situato al nord della provincia di Salta, con capoluogo Iruya.
Esso confina a nord con il dipartimento di Santa Victoria, a est e a sud con il dipartimento di Orán, e ad ovest con la provincia di Jujuy.
Secondo il censimento del 2010, su un territorio di 3.515 km², la popolazione ammontava a 5.987 abitanti, con un decremento demografico del 6% rispetto al censimento del 2001.
Il dipartimento, nel 2001, era suddiviso in 2 comuni (municipios):
- Iruya
- Isla de Cañas